# 우네비정
우네비정(畝傍町)은 나라현 다카이치군에 속해있던 정이다. 현재의 가시하라시에 해당한다.

## 역사
- 1889년 4월 1일 - 정촌제 시행에 의해 다카이치군 시라카시촌이 성립하였다.
- 1928년 2월 11일 - 시라카시촌이 정으로 승격해 우네비정으로 개칭되었다.
- 1956년 2월 11일 - 다카이치군 이마이정, 야기정, 가모키미촌, 마스게촌, 시키군 미미나시촌과 합병해 가시하라시가 설치되어 소멸하였다.